# Ада (орхидеја)
Ada је род, из породице орхидеја Orchidaceae која садржи 17 епифитских врста и велики број хибрида. Пореклом је из тропске Америке (Никарагва, јужна Венецуела, Колумбија, Перу и Боливија). Може се наћи у влажним, шумама на вишим надморским висинама, између 650 и 2700 м, или вишим између 1800. и 2200 м. То су епифите или литофите орхидеје.
Формирају цваст са до 15 мирисних цветова, а цветају од јануара до априла. Боја може да варира од беле до зеленкасте и наранџасте.

## Врсте
- Ada allenii (L.O. Williams ex C.Schweinf.) N.H. Williams (1972)
- Ada andreettae Dodson (1993)
- Ada aurantiaca Lindl. (1853)
- Ada bennettiorum Dodson (1989)
- Ada brachypus (Rchb.f.) N.H. Williams (1972)
- Ada chlorops (Endres & Rchb.f.) N.H. Williams (1972)
- Ada escobariana (Garay) Dodson (1990)
- Ada euodes (Rchb.f.) D.E. Benn. & Christenson (1998)
- Ada farinifera (Linden & Rchb.f.) N.H. Williams (1972)
- Ada glumacea (Lindl.) N.H. Williams (1972)
- Ada keiliana (Rchb.f. ex Lindl.) N.H. Williams (1972)
- Ada mendozae Dodson (1993)
- Ada ocanensis (Lindl.) N.H. Williams (1972)
- Ada peruviana D.E.Benn. & Christenson (2001)
- Ada pozoi Dodson & N.H. Williams ((1984)
- Ada rolandoi D.E. Benn. & Christenson (1994)

Према Tropicos од 15. фебруара 2016. (Упозорење ово је сирова листа евентуално садржи и синониме):
- Ada allenii (L.O. Williams ex C. Schweinf.) N.H. Williams
- Ada andreettae Dodson
- Ada aurantiaca Lindl.
- Ada bennettiorum Dodson
- Ada brachypus (Rchb. f.) Pupulin
- Ada chlorops (Endrés & Rchb. f.) N.H. Williams
- Ada cinnabarina (Linden ex Lindl.) N.H. Williams
- Ada elegantula (Rchb. f.) N.H. Williams
- Ada escobariana (Garay) Dodson
- Ada euodes (Rchb. f.) D.E. Benn. & Christenson
- Ada farinifera (Linden & Rchb. f.) N.H. Williams
- Ada glumacea (Lindl.) N.H. Williams
- Ada imbricata (Lindl.) N.H. Williams
- Ada keiliana (Rchb. f. ex Lindl.) N.H. Williams
- Ada lehmannii Rolfe
- Ada mendozae Dodson
- Ada ocanensis (Lindl.) N.H. Williams
- Ada peruviana D.E. Benn. & Christenson
- Ada pozoi Dodson & N.H. Williams
- Ada pygmaea Pupulin, J. Valle & G. Merino
- Ada rolandoi D.E. Benn. & Christenson
- Ada spathacea (Linden & Rchb. f.) N.H. Williams

## Лтература
- Williams, N. H. 1972. A reconsideration of Ada and the glumaceous brassias. Brittonia 24: 93–110.